# ArchiCAD
ArchiCAD és un software de disseny arquitectònic assistit per ordinador (CAAD) per al Macintosh i Windows desenvolupat per l'empresa hongaresa Graphisoft.
El desenvolupament d'ArchiCAD comença el 1982 originalment per a Macintosh, on es va convertir en un programa popular. Està reconegut com el primer programari de CAD per ordinador personal capaç de crear tant dibuixos en 2D així com 3D.
Avui hi ha més de 100.000 arquitectes que l'utilitzen en la indústria de la construcció. ArchiCAD permet als usuaris treballar amb objectes paramètrics amb dades enriquides, usualment anomenats pels usuaris "smart objects". Aquesta és la principal diferència operacional amb altres programes de CAD, inclòs els d'Autodesk com l'AutoCAD. Aquest programa permet als usuaris crear "edificis virtuals" amb elements constructius virtuals com parets, sostres, portes, finestres i mobles. Una gran varietat de pre-dissenys i objectes personalitzables venen amb el programa.
ArchiCAD permet treballar amb representacions 2D o 3D en pantalla. Els dissenys en "dos dimensions" poden ser exportats en qualsevol moment, fins i tot en el model, la base de dades sempre emmagatzema les dades en "tres dimensions". Plànols, alçats i seccions són generats des del model de l'edifici virtual de tres dimensions i són constantment actualitzats. Els dissenys detallats estan basats en porcions agafades del model, amb detalls en 2D afegits.
Desenvolupadors externs i alguns fabricants per arquitectura han desenvolupat llibreries de components arquitectònics per a usar en ArchiCAD, gràcies al fet que el programa inclou un llenguatge de descripció geomètrica (GDL) usat per crear nous components. La més recent versió és ArchiCAD 14 (2010). ArchiCAD pot importar i exportar arxius amb extensió DWG, DXF, IFC i SketchUp entre d'altres. Graphisoft és un actiu membre de la International Alliance for Interoperability (IA), una organització industrial per a publicar estàndards d'arxius i interoperabilitat de dades per CAD Arquitectònic.